# پمبروک (مالت)
پمبروک (به انگلیسی: Pembroke) محله‌ای است که در شمال‌غربی متروپل والتا در مالت قرار دارد. پمبروک نوار ساحلی منطقه سنت‌جان بوده‌است که در سال ۱۹۹۳ از منطقه سنت‌جان جدا شده‌است.

## تاریخچه
وجه تسمیه پمبروک به منطقه پمبروکشایر، ولز، انگلستان بر می‌گردد که این نام توسط رابرت هنری هربرت دوازدهمین ارل پمبروک بر این منطقه قرار داده شده‌است اما قدمت پمبروک قدیمی‌تر از وجه تسمیه آن است و به دوران شوالیه‌ها سنت جان بر می‌گردد. برج‌های دیده‌بانی سنت‌جرج و مدلینا از آثار برجای مانده آن دوران است. البته همانطورکه از وجه تسمیه این محله یا شهر بر می‌گردد بیشتر آبادانی خود را مدیون حضور انگلیسی‌ها است. پادگان نظامی پمبروک در بین سال‌های ۱۸۷۵ تا ۱۸۷۸ ساخته شد و نقش مؤثری را در جنگ‌های اول و دوم جهانی بازی کرد. نیروهای نظامی انگلیسی پمبروک را درسال ۱۹۷۷ را ترک کردند و آن را به مقامات دولتی جزیره واگذار کردند، مقامات دولتی با قطعه‌بندی و پیش‌فروش زمین‌ها آن منطقه را به متروپل والتا اضافه نمودند.

## جاذبه‌های توریستی
- قلعه پمبروک
- پل مدلینا
- صومعه مدلینا
- پیست موتورسواری
- پارک اسکیت‌بورد
- برج دیده‌بانی مدلینا
- پلاژ برهنگی مدلینا

## خواهرشهرها
- پمبروکشایر، ولز، انگلستان (از سال 2002)[۲]
- پمبروک‌داک، ولز، انگلستان (از سال 2002)[۲]
- روکلالومرا، سیسیل، ایتالیا (از سال 2002)[۲]